# Leonard Bagni
Leonard Bagni (Pazin, 8. prosinca 1593. ‒ Zagreb, 2. listopada 1650.), katolički svećenik, isusovac, teolog, filozof, fizičar i misionar iz Pazina u Istri.

## Životopis
U Ljubljani je završio gimnaziju. U isusovce je stupio u moravskom gradu Brnu 1610. godine. Dvije godine bio je u novicijatu i nakon toga je studirao filozofiju. U Zagrebu je dvije godine bio profesorom gramatike u Zagrebu te godinu dana u Ljubljani. Opet je studirao u Štajerskom Gradcu teologiju te je godinu dana bio misionar u t.zv. turskoj misiji u mađarskom Pečuhu. Od 1624. godine u Ljubljani je profesorom moralne teologije. Dvije godine što su uslijedile bio je u Štajerskom Gradcu profesorom retorike. Sljedeće, 1627. je u Beču profesorom filozofije u Beču. Njegova bečka predavanja iz fizike rukopisno je zabilježio 1628. njegov student Juraj Winkler, također isusovac. Sabrana su u djelu Physica (hrvatski: Fizika). Zadnje je godine bio drugi put predavao metafiziku i bio je dekan filozofskoga fakulteta. Nakon toga je u Hrvatskoj. 1631. je godine u Rijeci bio ravnateljem škole i propovjednikom te potom sedam godina rektor kolegija. Poslije toga je u Beču, gdje je bio od 1639. godine profesorom moralne teologije i ravnatelj nižih škola. Slabo zdravlje natjeralo ga je na odlazak južnije, u Trst 1646. godine. Ni ondje nije prestao s radom, nego je u tršćanskome kolegiju bio duhovnikom i voditelj kućnih rasprava o moralnim pitanjima. U Štajerskome Gradcu je sljedeće dvije godine bio profesorom Svetoga pisma. Travnja 1650. godine vratio se u Hrvatsku. Došao je u Zagreb za rektora kolegija. Nedugo zatim teže se je razbolio i umro 2. listopada 1650. godine.